# Уатин, Махди
Махди Уатин (араб. مهدي وثين‎; род. 26 сентября 1987) — марокканский боксёр, представитель лёгкой и полулёгкой весовых категорий. Выступал за национальную сборную Марокко по боксу в 2006—2014 годах, победитель и призёр многих турниров международного значения, участник летних Олимпийских игр в Пекине.

## Биография
Махди Уатин родился 26 сентября 1987 года.
Впервые заявил о себе в боксе на международном уровне в 2006 году, выиграв домашний чемпионат мира среди юниоров в Агадире. Попав в основной состав марокканской национальной сборной, принял участие в матчевой встрече со сборной Франции в Лавале, получил бронзовую награду на домашнем международном турнире «Мухаммед VI Трофи» в городе Фес.
В 2007 году стал серебряным призёром на арабском чемпионате в Алжире, боксировал на Всемирных военных играх в Хайдарабаде и на Панарабских играх в Каире.
В 2008 году дошёл до четвертьфинала на международном турнире «Золотой пояс» в Румынии, принял участие в матчевой встрече со сборной Молдавии в Кишинёве. На Африканском олимпийском квалификационном турнире в Алжире взял верх над всеми соперниками по турнирной сетке и тем самым удостоился права защищать честь страны на летних Олимпийских играх в Пекине. На Играх, однако, уже в стартовом поединке категории до 57 кг со счётом 1:10 потерпел поражение от монгола Зоригтбаатарына Энхзорига и сразу же выбыл из борьбы за медали.
После пекинской Олимпиады Уатин остался в составе боксёрской команды Марокко на ещё один олимпийский цикл и продолжил принимать участие в крупнейших международных турнирах. Так, в 2009 году в лёгком весе он выступил на Средиземноморских играх в Пескаре, уступив в четвертьфинале итальянцу Доменико Валентино, и на чемпионате мира в Милане, где в 1/8 финала был остановлен грузином Кобой Пхакадзе.
В 2010 году выиграл бронзовую медаль на Кубке короля в Бангкоке, занял первое место на «Мухаммед VI Трофи» в Марракеше, выступил на международном турнире «Золотые перчатки» в Белграде и на Африканском кубке наций в Алжире.
В 2011 году боксировал на Мемориале Иштвана Бочкаи в Дебрецене, на Гран-при Усти в Чехии, на африканском первенстве в Яунде и на мировом первенстве в Баку, где остановился уже в 1/16 финала, потерпев поражение от Доменико Валентино. В концовке сезона побывал на Панарабских играх в Дохе, откуда привёз награду бронзового достоинства.
В 2012 году участвовал в международном турнире Gee-Bee в Хельсинки. Пытался пройти отбор на Олимпийские игры в Лондоне, однако на Африканском олимпийском квалификационном турнире в Касабланке выступил неудачно, выбыв из борьбы уже в 1/8 финала лёгкого веса.
В 2013 году отметился выступлением на Средиземноморских играх в Мерсине.
Последний раз показывал сколько-нибудь значимые результаты в боксе на международной арене в сезоне 2014 года, когда помимо прочего выиграл бронзовую медаль на чемпионате мира среди военнослужащих CISM в Алма-Ате.